# العلاقات الفانواتية المولدوفية
العلاقات الفانواتية المولدوفية هي العلاقات الثنائية التي تجمع بين فانواتو ومولدوفا.

## مقارنة بين البلدين
هذه مقارنة عامة ومرجعية للدولتين:
| وجه المقارنة                                              | فانواتو                                  | مولدوفا                           |
| --------------------------------------------------------- | ---------------------------------------- | --------------------------------- |
| المساحة (كم2)                                             | 12.19 ألف                                | 33.85 ألف                         |
| عدد السكان (نسمة)                                         | 276.24 ألف                               | 2.55 مليون                        |
| الكثافة السكانية (ن./كم²)                                 | 22.66                                    | 75.33                             |
| العاصمة                                                   | بورت فيلا                                | كيشيناو                           |
| اللغة الرسمية                                             | اللغة البسلاما، لغة فرنسية، لغة إنجليزية | اللغة المولدوفية، اللغة الرومانية |
| العملة                                                    | فاتو فانواتي                             | ليو مولدوفي                       |
| الناتج المحلي الإجمالي (بليون دولار)                      | 862.88 مليون                             | 8.13 مليار                        |
| الناتج المحلي الإجمالي (تعادل القوة الشرائية) بليون دولار | 790.76 مليون                             | 17.94 مليار                       |
| الناتج المحلي الإجمالي الاسمي للفرد دولار أمريكي          | 2.81 ألف                                 | 3.65 ألف                          |
| الناتج المحلي الإجمالي للفرد دولار أمريكي                 | 3.03 ألف                                 | 4.98 ألف                          |
| مؤشر التنمية البشرية                                      | 0.594                                    | 0.693                             |
| رمز المكالمات الدولي                                      | +678                                     | +373                              |
| رمز الإنترنت                                              | .vu                                      | .md                               |
| المنطقة الزمنية                                           | ت ع م+11:00                              | ت ع م+02:00، ت ع م+03:00          |

## منظمات دولية مشتركة
يشترك البلدان في عضوية مجموعة من المنظمات الدولية، منها:
| علم المنظمة | اسم المنظمة                        | تاريخ انضمام فانواتو | تاريخ انضمام مولدوفا |
| ----------- | ---------------------------------- | -------------------- | -------------------- |
|             | يونسكو                             | 10 فبراير 1994       | 27 مايو 1992         |
|             | مؤسسة التمويل الدولية              | 28 سبتمبر 1981       | 10 مارس 1995         |
|             | منظمة حظر الأسلحة الكيميائية       | ?                    | ?                    |
|             | مؤسسة التنمية الدولية              | 28 سبتمبر 1981       | 14 يونيو 1994        |
|             | منظمة التجارة العالمية             | ?                    | ?                    |
|             | وكالة ضمان الاستثمار متعدد الأطراف | 27 يوليو 1988        | 9 يونيو 1993         |
|             | الاتحاد البريدي العالمي            | ?                    | ?                    |
|             | الاتحاد الدولي للاتصالات           | 30 مارس 1988         | 20 أكتوبر 1992       |
|             | الأمم المتحدة                      | 15 سبتمبر 1981       | 2 مارس 1992          |
|             | البنك الدولي للإنشاء والتعمير      | 28 سبتمبر 1981       | 12 أغسطس 1992        |

## وصلات خارجية
- موقع وزارة الخارجية المولدوفية